# Chiara Hahn
Chiara Marie Hahn (* 2. Januar 2002 in Lauterbach) ist eine deutsche Fußballspielerin. Seit dem 1. Juli 2024 ist sie Vertragsspielerin der TSG 1899 Hoffenheim.

## Karriere

### Vereine
Hahn begann in Lauterbach in der Jugendspielgemeinschaft Lauter mit dem Fußballspielen und gehörte ihr bis 2013 an. Danach war sie bis 2016 in Alsfeld für den Jugendfußballverein Alsfeld-Bechtelsberg – ebenfalls im mittelhessischen Vogelsbergkreis – aktiv.
Im Alter von 14 Jahren gelangte sie in die B-Jugendmannschaft des 1. FFC Frankfurt, für die sie von 2016 bis 2018 in der Staffel Süd der B-Juniorinnen-Bundesliga 32 Punktspiele bestritt und fünf Tore erzielte. Hinter dem FC Bayern München und dem SC Freiburg belegte sie mit ihrer Mannschaft jeweils den zweiten Platz.
Anschließend rückte sie in die zweite Mannschaft des 1. FFC Frankfurt auf, für die sie von 2018 bis 2020 34 Punktspiele in der 2. Bundesliga bestritt und neun Tore erzielte. Zum Saisonausklang am 28. Juni 2020 kam sie als Einwechselspielerin das einzige Mal für die erste Mannschaft in der Bundesliga zu einem Kurzeinsatz.
Mit dem Abschluss Fachabitur an der Carl-von-Weinberg-Schule – Integrierte Gesamtschule mit gymnasialer Oberstufe und Partnerschule des Olympiastützpunktes in Frankfurt – strebte sie ein Studium in den Vereinigten Staaten an. An der University of South Florida in Tampa wurde sie für das Sport-Team, die South Florida Bulls, von 2020 bis 2022 in insgesamt 38 Meisterschaftsspielen in der American Athletic Conference eingesetzt und erzielte sechs Tore.
Nach ihrer Rückkehr aus den USA wurde sie Anfang 2023 vom Bundesligisten Werder Bremen verpflichtet. In der Rückrunde der Saison 2022/23 bestritt sie ab Anfang Februar 2023 acht Punktspiele.
Am 2. Mai 2024 wurde ihre Verpflichtung zur Saison 2024/25 auf der Website der TSG 1899 Hoffenheim öffentlich.

### Auswahl-/Nationalmannschaft
Als Spielerin der Auswahlmannschaften des Hessischen Fußball-Verbandes der Altersklassen U14, U16 und U18 nahm sie jeweils zweimal im Zeitraum von 2015 bis 2019 in insgesamt 23 Turnierspielen um den DFB-Länderpokal an der Sportschule Wedau in Duisburg teil.
Als Nationalspielerin spielte sie von Dezember 2016 bis Dezember 2018 insgesamt elfmal in der deutschen U15-, U16- und U17-Nationalmannschaft. Sie bestritt sie im Jahr 2020 drei Länderspiele für die U19-Nationalmannschaft und zählt seit dem Jahr 2022 zum erweiterten Kreis der U20-Nationalmannschaft.